# HMS Revenge (06)
HMS Revenge byla britská bitevní loď třídy Revenge, dokončená v době první světové války, která se účastnila bojů první poloviny druhé světové války. Vyřazena z aktivní služby byla v říjnu 1943, ze stavu námořnictva byla vyřazena v roce 1948.